# The 20th Anniversary Edition 1980-1999 his words and music
『The 20th Anniversary Edition 1980-1999 his words and music』（ザ・トゥエンティース・アニバーサリー・エディション 1980-1999 ヒズ・ワーズ・アンド・ミュージック）は、2000年1月21日にEpic Records / M's Factoryから発売された佐野元春のベスト・アルバム。

## 概要
佐野のデビュー20周年を記念した初のオールタイム・ベストで、オリジナルのまま収録されたのは32曲のうち10曲のみとなっており、残りの楽曲はミックスやエディットを施している。
初回プレス盤は紙ジャケット仕様となっており、歌詞カードとは別に、20年間に撮影された写真のブックレットが同封されている。
CDとともに、佐野自身初のMDも同時発売され、ブックレットはMDサイズに適した写真の大きさと、読みやすい文字デザインに変更されている。

## 収録曲
| 全作詞・作曲: 佐野元春。 |                                                                                 |          |            |      |
| #                        | タイトル                                                                        | 作詞     | 作曲・編曲 | 時間 |
| 1.                       | 「アンジェリーナ -Angelina-」('99 mix version)                                  | 佐野元春 | 佐野元春   | 4:01 |
| 2.                       | 「ハッピーマン -Happy Man-」('99 mix version)                                   | 佐野元春 | 佐野元春   | 3:45 |
| 3.                       | 「ダウンタウン・ボーイ -Down Town Boy-」('99 mix version)                       | 佐野元春 | 佐野元春   | 3:51 |
| 4.                       | 「ヤングブラッズ -Young Bloods-」('99 mix version)                              | 佐野元春 | 佐野元春   | 3:39 |
| 5.                       | 「彼女 -She-」(Slow Songs version)                                              | 佐野元春 | 佐野元春   | 6:03 |
| 6.                       | 「コンプリケイション・シェイクダウン -Complication Shakedown-」(Edited version) | 佐野元春 | 佐野元春   | 4:20 |
| 7.                       | 「ニューエイジ -New Age-」(Edited version)                                      | 佐野元春 | 佐野元春   | 4:03 |
| 8.                       | 「インディビジュアリスト -Individualists-」(H.K.B. session)                     | 佐野元春 | 佐野元春   | 4:05 |
| 9.                       | 「愛のシステム -System Of Love-」(Edited version)                               | 佐野元春 | 佐野元春   | 3:25 |
| 10.                      | 「ぼくは大人になった -A Big Boy Now-」(Original)                                | 佐野元春 | 佐野元春   | 3:46 |
| 11.                      | 「ジャスミンガール -Jasmine Girl-」('99 mix version)                            | 佐野元春 | 佐野元春   | 3:47 |
| 12.                      | 「君をさがしている (朝が来るまで) -Looking For You-」(H.K.B. session)           | 佐野元春 | 佐野元春   | 3:52 |
| 13.                      | 「君を待っている -Waiting For You-」(Original)                                  | 佐野元春 | 佐野元春   | 3:15 |
| 14.                      | 「約束の橋 -The Bridge-」(No Damage II version)                                 | 佐野元春 | 佐野元春   | 4:18 |
| 15.                      | 「新しい航海 -New Voyage-」('99 mix version)                                    | 佐野元春 | 佐野元春   | 5:50 |
| 16.                      | 「ロックンロール・ナイト -Rock & Roll Night-」('99 mix version)                 | 佐野元春 | 佐野元春   | 8:29 |
| 合計時間:                | 合計時間:                                                                       | 70:29    |            |      |

| 全作詞・作曲: 佐野元春。 |                                                                                   |          |            |      |
| #                        | タイトル                                                                          | 作詞     | 作曲・編曲 | 時間 |
| 1.                       | 「サムデイ -Someday-」('99 mix version)                                           | 佐野元春 | 佐野元春   | 5:20 |
| 2.                       | 「スウィート16 -Sweet 16-」('99 mix version)                                      | 佐野元春 | 佐野元春   | 4:00 |
| 3.                       | 「レインボー・イン・マイ・ソウル -Rainbow In My Soul-」('99 mix and edit version) | 佐野元春 | 佐野元春   | 4:46 |
| 4.                       | 「また明日 -If We Meet Again-」('99 mix version)                                  | 佐野元春 | 佐野元春   | 3:58 |
| 5.                       | 「トゥモロウ -Tomorrow-」(Edited version)                                         | 佐野元春 | 佐野元春   | 3:37 |
| 6.                       | 「彼女の隣人 -Don't Cry-」(Original)                                              | 佐野元春 | 佐野元春   | 5:57 |
| 7.                       | 「レインガール -Rain Girl-」('99 mix and edit version)                            | 佐野元春 | 佐野元春   | 3:25 |
| 8.                       | 「君を連れてゆく -Over The Hill-」(Original)                                      | 佐野元春 | 佐野元春   | 7:41 |
| 9.                       | 「楽しい時 -Fun Time-」(Original)                                                 | 佐野元春 | 佐野元春   | 3:44 |
| 10.                      | 「水上バスに乗って -Water Line-」(Original)                                       | 佐野元春 | 佐野元春   | 3:24 |
| 11.                      | 「すべてうまくはいかなくても -The Night-」('99 mix version)                       | 佐野元春 | 佐野元春   | 3:35 |
| 12.                      | 「経験の唄 -Song Of Experience-」(Original)                                       | 佐野元春 | 佐野元春   | 4:26 |
| 13.                      | 「ヤング・フォーエバー -Young Forever-」(Original)                                | 佐野元春 | 佐野元春   | 4:25 |
| 14.                      | 「ロックンロール・ハート -Rock And Roll Heart-」(Original)                        | 佐野元春 | 佐野元春   | 5:37 |
| 15.                      | 「シーズンズ -Seasons-」(Original)                                                | 佐野元春 | 佐野元春   | 3:59 |
| 16.                      | 「イノセント -Innocent-」(20th anniversary edition)                               | 佐野元春 | 佐野元春   | 4:13 |
| 合計時間:                | 合計時間:                                                                         | 72:07    |            |      |